# Иван Василев (революционер)
Вижте пояснителната страница за други личности с името Иван Василев.
Иван (Йонче) Василев Митрев е български революционер, деец на Вътрешната македоно-одринска революционна организация.

## Биография
Иван Василев е роден в 1874 година в кичевското село Латово, тогава в Османската империя. Присъединява се към ВМОРО. Оглавява селската чета на организацията. В 1903 година е делегат на Смилевския конгрес на ВМОРО за Крушево. През 1907 година е четник на Иван Наумов Алябака
При избухването на Балканската война в 1912 година е доброволец в Македоно-одринското опълчение във 2 рота на 4 битолска дружина. Награден е с орден „За храброст“ IV степен.
Умира след 1918 година.